# Curt Rambach
Curt Rambach (* 4. August 1871 in Plauen; † 17. August 1930 in Schwarzenberg) war ein deutscher Mundartdichter.

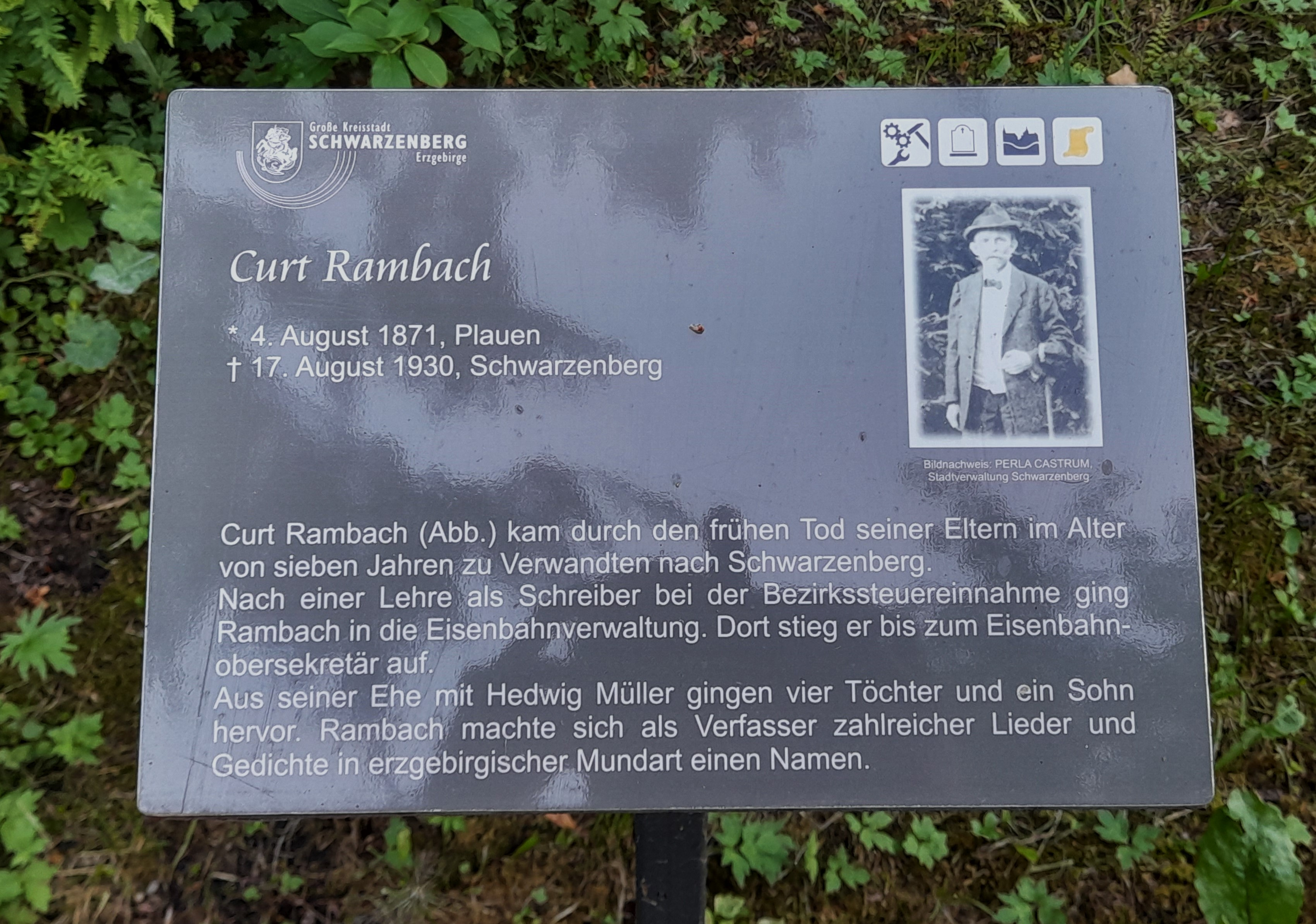
Curt Rambach, Infotafel auf dem Alten Georgenfriedhof (Schwarzenberg)

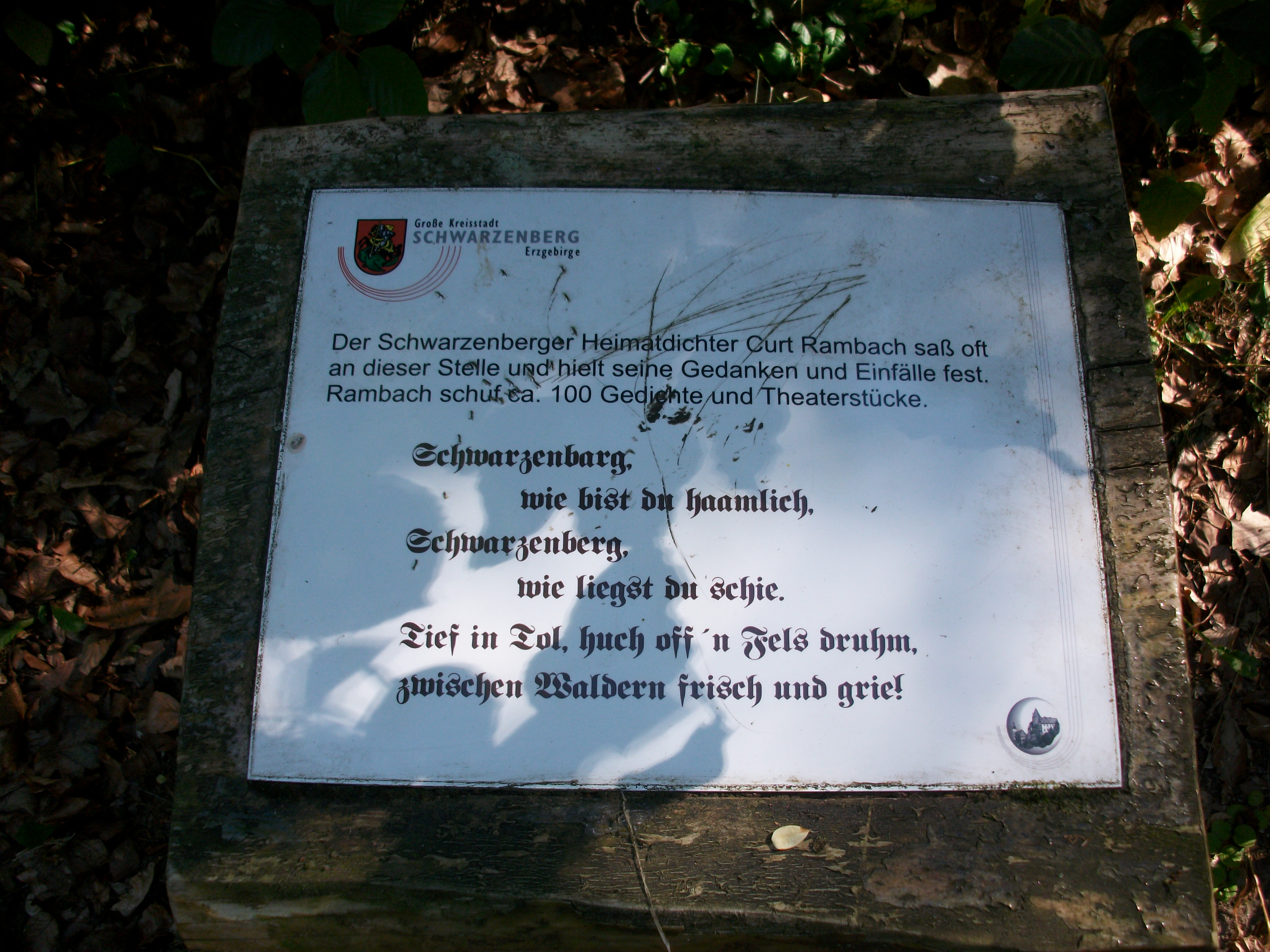
Rockelmannpark, Gedenktafel Curt Rambach

Der Sohn des Stickers Ernst Rambach und dessen Frau Emilie geb. Lang wuchs nach dem frühen Tod seiner Eltern bei Verwandten in Schwarzenberg auf, wo er die Schule besuchte. Nach einer Lehre als Schreiber bei der Bezirkssteuereinnahme trat er seinen Dienst im Eisenbahnbauamt an.
Die meisten seiner mehr als 100 Lieder und Gedichte sind in erzgebirgischer Mundart verfasst. Einen Teil davon publizierte er auf Postkarten, dazu gehört zum Beispiel "Wos iech erlabt hoo off'n Rokelmaa!" von 1908 und De Haamet lockt! Außerdem schrieb er auch das 1909 uraufgeführte Lustspiel in erzgebirgischer Mundart Schneeschuh un e bissel Lieb. Nach seinem Tod wurde der Großteil seines Schaffens durch den Erzgebirgszweigverein Schwarzenberg in dem Buch Raane Bargluft zusammengefasst.